# Willie Smith (Saxophonist, 1910)

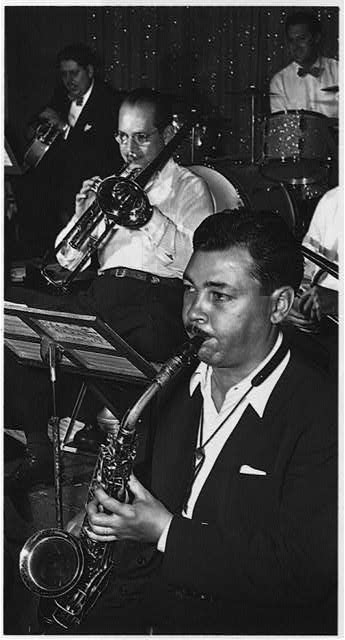
Willie Smith Mitte der 1940er Jahre.
Fotografie von William P. Gottlieb.

William McLeish Smith, kurz Willie Smith (* 25. November 1910 in Charleston, South Carolina; † 7. März 1967 in Los Angeles) war ein Jazz-Altsaxophonist.

## Leben und Wirken
Willie Smith führte 1929 bis 1942 die vielbewunderte Saxophon-Section von Jimmie Luncefords Orchester an, den perfekten Saxophonsatz der großen Swing-Bigbands der 30er und 40er Jahre. 1944 spielte er eine 78er unter eigenem Namen für Black & White ein („Bugle Call Rag“). Berühmt sind auch seine Auftritte 1945 bei den „Jazz at the Philharmonic“-Konzerten 1945/46, bei denen er unter anderem mit Gene Krupa und Hank Jones mit furiosen Soli das Publikum anheizte. 
In den 1950er Jahren ersetzte er zeitweise Johnny Hodges im Duke Ellington Orchestra und spielte dann längere Zeit in der Harry James Bigband. Smith gehört mit Hodges und Benny Carter zu den „großen Drei“ der Swing-Altsaxophonisten und war für seine Balladen und seinen Blues (wie Blues in the Night mit Jimmie Lunceford) ebenso bekannt wie für seine wild swingenden Uptempo-Stücke (wie I Found a New Baby, 1945, mit André Previn, Piano). Mitte der 1940er Jahre (und später noch einmal 1955/56 bei Kings kurzer Rückkehr zum Jazz) spielte er mit Nat King Cole am Piano Titel wie Airiness à la Nat und The Way You Look Tonight (1946) ein. 
Einige der für seinen Stil charakteristischsten Klangbeispiele seiner späteren Laufbahn bieten die Studioaufnahmen für Capitol 1955 (Session at Midnight) mit Sweets Edison und Benny Carter. In gefühlvollen Balladen ebenso wie in schnellen Stücken spürten Fans und Kritiker wie Joachim-Ernst Behrendt immer Smiths überschäumendes Temperament, wilde Ursprünglichkeit und seine manchmal ungeduldig wirkende musikalische Kraft, die die Grenzen von Form und Harmonik oft genug sprengte.

## Diskographische Hinweise
- Bird and Pres – The ’46 Concerts Jazz at the Philharmonic

## Belege
1. ↑  Joachim Ernst Berendt: Das Jazzbuch: Von Rag bis Rock; Entwicklung, Elemente, Musiker, Sänger, Combos, Big Bands. Krüger, Frankfurt am Main 1976, S. 208.

| Personendaten    | Personendaten                               |
| ---------------- | ------------------------------------------- |
| NAME             | Smith, Willie                               |
| ALTERNATIVNAMEN  | Smith, William McLeish (vollständiger Name) |
| KURZBESCHREIBUNG | US-amerikanischer Altsaxophonist            |
| GEBURTSDATUM     | 25. November 1910                           |
| GEBURTSORT       | Charleston (South Carolina)                 |
| STERBEDATUM      | 7. März 1967                                |
| STERBEORT        | Los Angeles                                 |